# Mendes Pinto (cràter)
Mendes Pinto és un cràter d'impacte en el planeta Mercuri de 192 km de diàmetre. Porta el nom de l'escriptor portuguès Fernão Mendes Pinto (c. 1510-1583), i el seu nom va ser aprovat per la Unió Astronòmica Internacional el 1976.